# Afghan Premier League
Die Roshan Afghan Premier League, auch League Bartar Afghanistan Roshan, war die höchste und erste professionelle Fußballliga Afghanistans. Sie wurde nach dem Beschluss der Afghanistan Football Federation am 9. Juli 2012 gegründet.
In der Afghan Premier League wurden im Rundenturnier-System während der Gruppenphase, gefolgt von einem K.-o.-System mit Halbfinale und Finale der afghanische Fußballmeister ausgespielt. Erfolgreichster Teilnehmer war Shaheen Asmayee mit vier gewonnenen Titeln, gefolgt von Tofan Harirod mit drei gewonnenen Meisterschaften. Nach der Saison wurde die Liga aufgelöst und zur nächsten Spielzeit durch die Afghanistan Champions League ersetzt.

## Geschichte
Die Afghan Premier League war die Nachfolgerin der Afghanistan Premier League. Jeder der neugegründeten Vereine vertrat eine Region Afghanistans in der Liga. Einige der Mannschaften trugen Namen von Raubvögeln wie Simorgh oder Shaheen bzw. Şahin, aber auch Namen von mythologisch und historisch bedeutungsvollen Plätzen, Bergen und Flüssen, z. B. Asmayee oder Maiwand.
Um die Spieler für die Vereine in der Saison 2012 zu finden, trug die Afghanistan Football Federation zusammen mit der Mediengruppe Moby Group, der mehrere Fernseh- und Radiosender angehören, eine Castingshow unter dem Namen Maidan-e Sabz (englischer Titel Green Field, deutsch ‚Grünes Feld‘) aus. Eine Jury, die aus ehemaligen afghanischen Spielern und Trainern bestand, überprüfte die Teilnehmer auf Kondition, Spielvermögen und Psyche. Am Ende von acht Shows, die der Sender Tolo TV übertrug, wählte die Jury 15 Spieler in die Mannschaften. Die restlichen drei Spieler pro Mannschaft wurden per SMS-Abstimmung des Studio- und Fernseherpublikums ausgewählt. Jedoch wurde über das Auswahlprinzip gestritten, da es hieß, das „nicht die besten Talente des Landes am Ende spielen werden“, sondern „vor allem die Söhne von einflussreichen Familien“.
Deshalb wurde zur Saison 2013 die SMS-Abstimmung abgeschafft. Auch wurde das Auswahlsystem durch regionale Turniere erweitert, an dessen Höhepunkt 26 ausgewählte Spieler gegeneinander traten. Außerdem war nun nicht mehr die Jury für die Auswahl der 18 Spieler zuständig, sondern der verantwortliche Trainer.

## Modus und Ausrichtung
Die erste Saison der APL wurde in Turnierform von September bis Oktober 2012 ausgetragen. Die acht teilnehmenden Mannschaften – aus jeder der Regionen des Landes eine – spielten in insgesamt 16 Partien in einer Gruppenphase gefolgt von Halbfinale und Finale um die afghanische Meisterschaft. Austragungsort der Begegnungen war das Afghanistan Football Federation Stadium in Kabul. Die zweite Saison wurde ebenfalls in Turnierform gespielt, allerdings gab es im Halbfinale nun ein Hin- und Rückspiel und somit 18 statt 16 Spiele. Die Liga wurde vom Telekommunikationsunternehmen Roshan gesponsert, weshalb sie den Namen Roshan Afghan Premier League trug.

## Berichterstattung
Erstmals wurden die Spiele im Fernsehen übertragen; alle Begegnungen wurden von den Privatsendern Tolo TV und Lemar TV gezeigt. Zudem wurden zwei der führenden Radiosender Afghanistans, Arman FM und Arakozia FM, die Spiele im Radio übertragen.

## Mannschaften
Teilnehmende Mannschaften der Afghan Premier League waren:
| Klub              | Region  | Eintritt | Hauptsponsor                | Trainer           | Anzahl Meisterschaften |
| ----------------- | ------- | -------- | --------------------------- | ----------------- | ---------------------- |
| Shaheen Asmayee   | Kabul   | 2012     | Afghanistan Commercial Bank | Boir Igamberdiev  | 5                      |
| Simorgh Alborz    | Nord    | 2012     | Roshan                      | Mohebullah Yama   | 0                      |
| Oqaban Hindukush  | Zentral | 2012     | Roshan                      | Ahmad Sijad       | 0                      |
| Mawjhai Amu       | Nordost | 2012     | Roshan                      | Zabiullah Daqiq   | 0                      |
| De Maiwand Atalan | Südwest | 2012     | Roshan                      | Mukhtar Raufi     | 0                      |
| De Spinghar Bazan | Ost     | 2012     | Roshan                      | Azizullah Qateh   | 1                      |
| De Abasin Sape    | Südost  | 2012     | Roshan                      | Raes Khan Zadran  | 0                      |
| Tofan Harirod     | West    | 2012     | Roshan                      | Said Moeen Hamedi | 3                      |

## Meisterübersicht
Der Meisterpokal der Afghan Premier League war ein vergoldeter Fußball auf einem ebenfalls vergoldeten Sockel.
| Saison | Meister           | Torschützenkönig                                                          | Tore | Meistertrainer     | Bester Spieler der Saison                  |
| ------ | ----------------- | ------------------------------------------------------------------------- | ---- | ------------------ | ------------------------------------------ |
| 2012   | Tofan Harirod     | Hamidullah Karimi (Tofan Harirod)                                         | 9    | Said Moeen Hamedi  | Marouf Mohammadi (Tofan Harirod)           |
| 2013   | Shaheen Asmayee   | Hamidullah Karimi (Tofan Harirod) Hashmatullah Barekzai (Shaheen Asmayee) | 7    | Ehsanullah Sherzad | Hashmatullah Barekzai (Shaheen Asmayee)    |
| 2014   | Shaheen Asmayee   | Mohammad Riza Rizayee (Oqaban Hindukush)                                  | 6    | Boir Igamberdiev   | Mohammad Anwar Akbari (Oqaban Hindukush)   |
| 2015   | De Spinghar Bazan | Mustafa Afshar (De Maiwand Atalan)                                        | 5    | Valy Igamberdiev   | Rohid Samandary (De Spinghar Bazan)        |
| 2016   | Shaheen Asmayee   | Amruddin Sharifi (Shaheen Asmayee)                                        | 6    | Boir Igamberdiev   | Yar Mohammad Zakarkhil (De Maiwand Atalan) |
| 2017   | Shaheen Asmayee   | Amruddin Sharifi (Shaheen Asmayee)                                        | 5    |                    |                                            |
| 2018   | Tofan Harirod     | Yar Mohammad Zakarkhel (Tofan Harirod)                                    |      | Said Moeen         | Yar Mohammad Zakarkhel (Tofan Harirod)     |
| 2019   | Tofan Harirod     | Raoof Qaderi (Shaheen Asmayee)                                            |      | Said Moeen         | Faisal Hamidi (Tofan Harirod)              |
| 2020   | Shaheen Asmayee   |                                                                           |      |                    |                                            |